# 犬龍獸屬
犬龍獸屬（學名：Cyonosaurus）意為「狗蜥蜴」，是已滅絕合弓綱的一屬，屬於獸孔目的麗齒獸亞目，化石發現於南非卡魯盆地的小頭獸組合帶（Cistecephalus assemblage zone）下層，地質年代為二疊紀晚期的吳家坪階。犬龍獸的頭顱骨長15公分，完整身長估計約1公尺。
犬龍獸目前有5個種，包含：模式種長頭犬龍獸（C. longiceps）、C. kitchingi、C. rubidgei、C. broomianus、以及C. tenuirostris。